# Phygadeuon melanarius
Phygadeuon melanarius är en stekelart som beskrevs av Heinrich Habermehl 1919.
Phygadeuon melanarius ingår i släktet Phygadeuon och familjen brokparasitsteklar. Inga underarter finns listade i Catalogue of Life.